# Hövel (Bad Honnef)
Hövel ist ein Ortsteil von Aegidienberg, einem Stadtbezirk von Bad Honnef im nordrhein-westfälischen Rhein-Sieg-Kreis.

## Geographie
Hövel liegt im Nordwesten der Gemarkung Aegidienberg südlich der Bundesautobahn 3 und am östlichen Rand des Naturschutzgebiets Siebengebirge. Die Ortschaft erstreckt sich auf einem nach Norden leicht abfallenden Bergrücken zwischen den Tälern des Logebachs im Westen und des Kochenbachs im Osten und umfasst Höhenlagen zwischen 250 m ü. NHN und 270 m ü. NHN. Nach Süden geht Hövel fließend in das Kirchdorf Aegidienberg über, zu den nächstgelegenen Ortschaften gehören auf der nördlichen Seite der Autobahn das unmittelbar benachbarte Brüngsberg sowie der etwa 800 m in östlicher Richtung entfernte Weiler Efferoth. Jenseits des Logebachtals liegt 2,5 Kilometer nordwestlich auf ähnlicher Höhe der Siebengebirgsort Ittenbach (Stadt Königswinter). Hövel wird in Nord-Süd-Richtung von der Landesstraße 143 (Rottbitze–Aegidienberg–Oberpleis–Troisdorf) auf einem Abschnitt der Deutschen Alleenstraße durchquert, südwestlich streift die Landesstraße 83 (Aegidienberg–Ittenbach) die Ortschaft.

## Geschichte
Hövel wurde vermutlich wie die weiteren Orte nahe dem Ausgang des Schmelztals von Honnef aus besiedelt, das für lange Zeit hauptsächlich über den Höveler Steig zu erreichen war. Der Name Hövel (=„Hügel“) beschreibt die topographische Lage der Ortschaft. 1673 verzeichnete Hövel (damals noch Höffel) 16 steuerpflichtige Einwohner und war damit nach diesem Maßstab der bevölkerungsreichste Ortsteil im Gebiet Aegidienbergs. 1803 umfasste der Ort 27 Wohnhäuser bzw. Hausnummern. Hövel zählt zu den acht Honschaften, aus denen sich das Kirchspiel Aegidienberg spätestens seit Mitte des 18. Jahrhunderts bis zur Auflösung des Herzogtums Berg im Jahre 1806 zusammensetzte. 1843 war der Name der Ortschaft im Rahmen einer Volkszählung noch mit Höfel angegeben. Der bis 1858 erhobene Aegidienberger Pfarrzehnt umfasste die vier Zehntdistrikte Orscheid, Retscheid, Kirche (mit Siefenhoven) und Hövel. 1874 wurde die Straßenverbindung (heutige L 143) von Himberg über Hövel und Brüngsberg bis nach Niederpleis fertiggestellt.
1923 gehörte Hövel zu den im Zuge des Widerstands gegen die separatistische Bewegung im Rheinland (Schlacht bei Aegidienberg) besonders umkämpften Orten. Am 16. November drangen einige Dutzend Separatisten in die Ortschaft ein, deren Schutz zugunsten von Himberg und Rottbitze vernachlässigt worden war. Bei dem anschließenden Gegenschlag des bewaffneten Widerstands kam der als einer von fünf in Geiselhaft genommenen Höveler Bürger Theodor Weinz ums Leben. Für die Seite der Separatisten wird die Zahl der Todesopfer mit 14 angegeben.
Ende der 1930er-Jahre machte der Bau der damaligen Reichsautobahn bzw. heutigen Bundesautobahn 3 umfangreiche Erdabtragungen nötig, um zwischen Hövel und Brüngsberg einen Einschnitt zu schaffen. Bei der nach dem Zweiten Weltkrieg beendeten Flurbereinigung als Folge des Autobahnbaus kam es zur Aufgabe landwirtschaftlicher Betriebe, die aber weiterhin von wirtschaftlicher Bedeutung blieben. Als Ergebnis eines umfangreichen Bevölkerungswachstums, das bereits in der zweiten Hälfte des 19. Jahrhunderts eingesetzt hatte und in den ersten beiden Nachkriegsjahrzehnten nochmals an Fahrt aufnahm, wuchs Hövel mit dem um die Aegidienberger Pfarrkirche entstandenen Ort zusammen. Mit dem Bau der 1955 eröffneten Kreisstraße von Hövel/Aegidienberg nach Ittenbach (heutige L 83) wurde die Verkehrsanbindung in Richtung Königswinter deutlich verbessert. Seit 1999 wird der Ortsteil vom Aegidienbergtunnel der Eisenbahn-Schnellfahrstrecke Köln–Rhein/Main unterquert.
Einwohnerentwicklung
| Jahr | Einwohner |
| ---- | --------- |
| 1816 | 161       |
| 1828 | 179       |
| 1843 | 185       |
| 1885 | 285       |
| 1905 | 280       |
| 1963 | 465       |

## Wappen

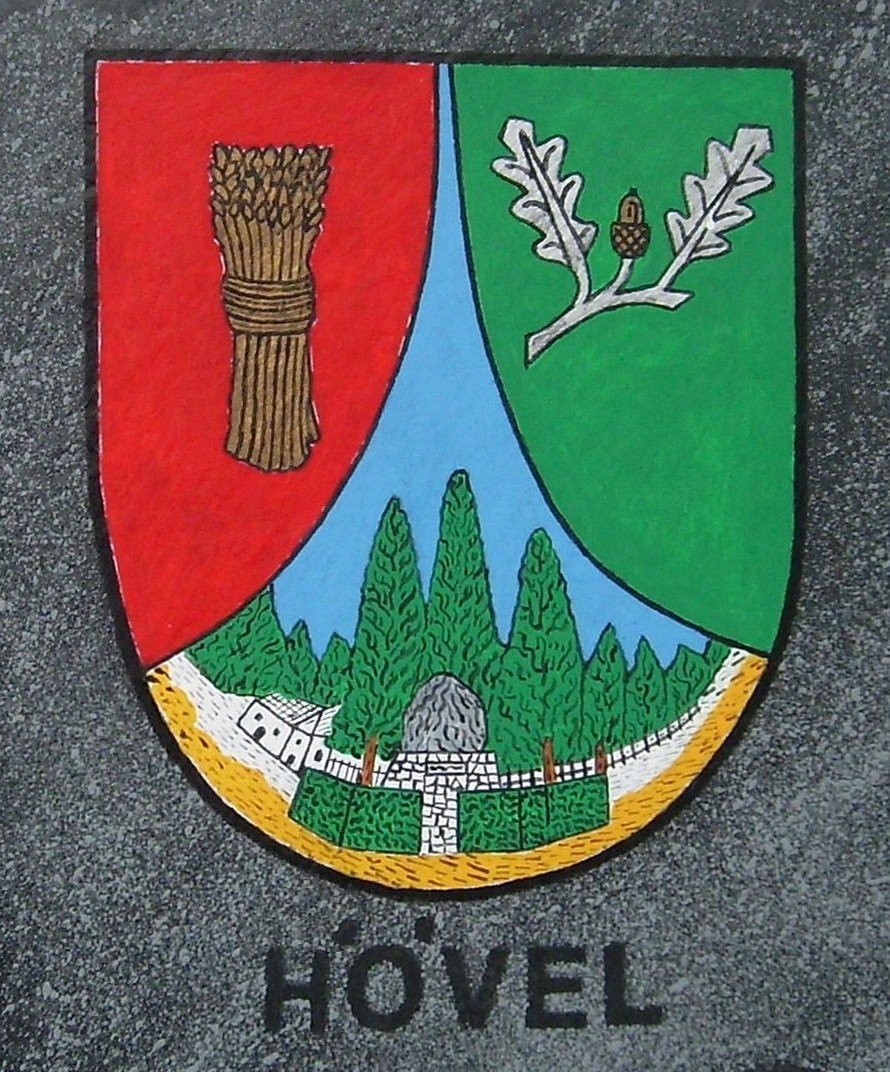
Schiefertafel als Ortswappen

2008 wurde durch den Künstler Richard Lenzgen eine Schiefertafel als Ortswappen von Hövel geschaffen. Es zeigt „in einer eingeschweiften blauen Spitze das von Bäumen umgebene Denkmal der Separatisten-Abwehr“. Als Symbol für die lokale Bedeutung der Landwirtschaft und im Besonderen eine Scheune, in der Lohnunternehmer Getreide droschen, ist eine „in rotem Feld stehende goldene Ährengarbe“ dargestellt. Auf die umliegenden Wälder und die Forstwirtschaft weisen „in grünem Feld zwei silberne Eichenblätter mit goldener Eichel“ hin.

## Sehenswürdigkeiten
- Als Baudenkmal in der Denkmalliste der Stadt ausgewiesen sind:

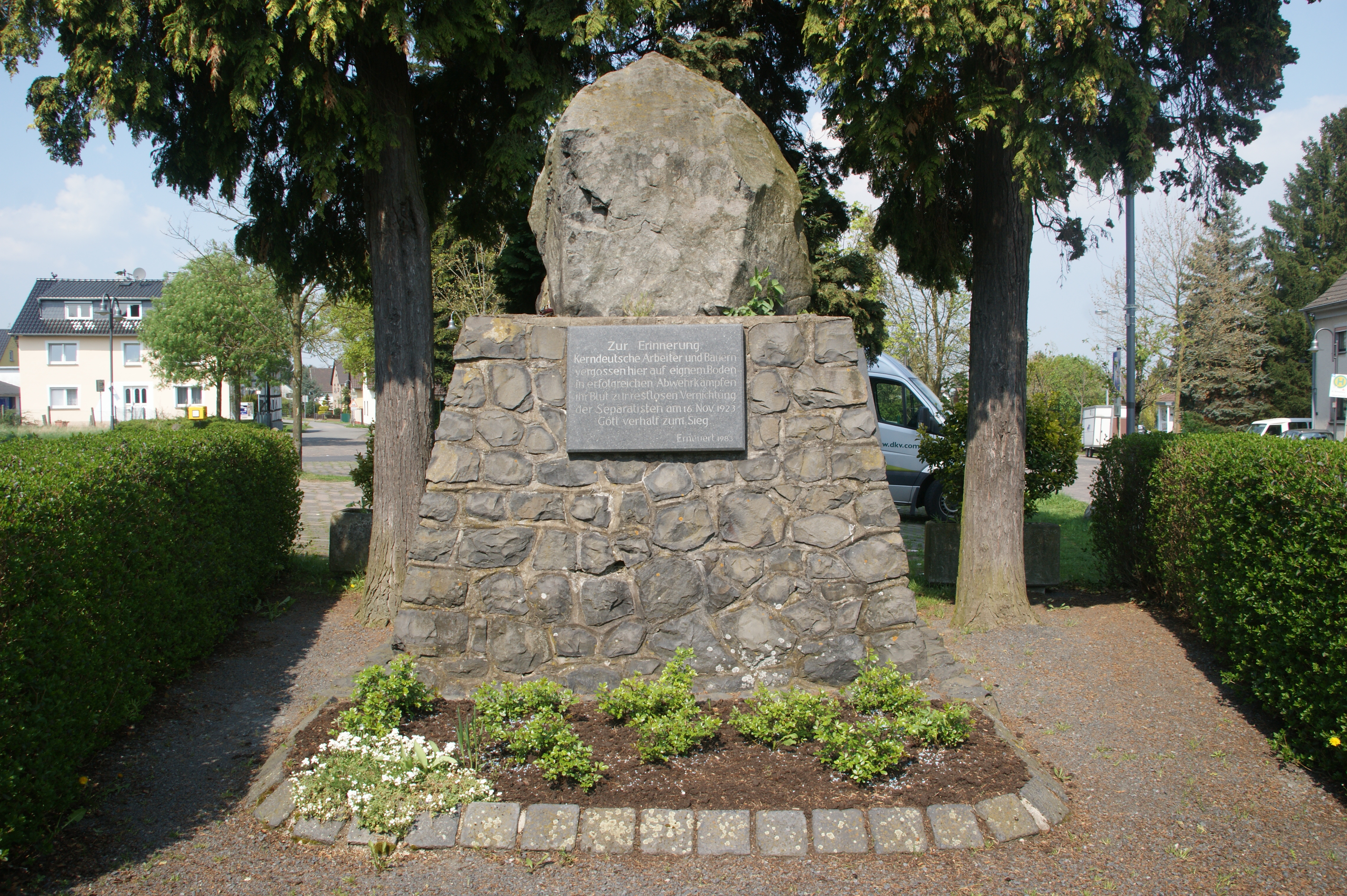
Denkmal zur Erinnerung an die Separatistenabwehr

  - Denkmal zur Erinnerung an die SeparatistenabwehrAn der platzartig ausgebauten Einmündung der Höveler Straße in die Aegidienberger Straße steht ein im Jahre 1935[14] aufgestelltes Denkmal, das an die Kämpfe beim Widerstand gegen die separatistische Bewegung im November 1923 erinnert. Es besteht aus einem Steinsockel mit vier Inschrifttafeln sowie einem aufgesetzten Monolithen. 1983 wurde das Denkmal erneuert, im November 2013 eine weitere Gedenktafel in Form einer Steinplatte angebracht, die die Namen von drei den Widerstand seinerzeit organisierenden Bürgern enthält.[15]
  - ein Votivkreuz an der Höveler Straße, errichtet 1913, mit erhaltener Inschrift → Eintrag in der Denkmalliste
  - ein Wohnhaus an der Höveler Straße, teilweise Fachwerkverkleidung
- Die Landesstraße 143 überquert zwischen Hövel und Brüngsberg die A 3 mit einer Steinbrücke, dem sogenannten Westerwälder Tor aus dem Jahre 1938. Als eine der wenigen noch erhaltenen Steinbrücken, die in der Zeit des Baus der Autobahn entstanden sind, gilt sie mit ihrem Mauerwerk aus Grauwacke, ihrem großen Kreissegmentbogen und ihren inneren Rundbögen als Kunstdenkmal.